# Reuzenpanda
De reuzenpanda, ook wel panda, pandabeer of bamboebeer (Ailuropoda melanoleuca) is een zoogdier dat behoort tot de beren (Ursidae).
De reuzenpanda is een bekend dier vanwege de iconische status als bedreigde diersoort. De panda wordt onder andere als logo gebruikt door het World Wide Fund for Nature. Door de opvallende lichaamstekening en de bolle vorm van hun gezicht in combinatie met de 'grote' zwarte ogen worden panda's beschouwd als aandoenlijk en aaibaar. De manier waarop de dieren eten, zittend op het achterwerk, doet enigszins menselijk aan. Daarnaast is de neiging tot spelen aanleiding voor de populariteit onder het grote publiek. De reuzenpanda is ondanks het aandoenlijke uiterlijk niet ongevaarlijk voor de mens en kan zich als het moet fel verdedigen.
De panda komt voor in delen van Azië en leeft endemisch in China. Het is een bewoner van berggebieden op enige hoogte boven zeeniveau. De panda is een bedreigde diersoort, omdat het verspreidingsgebied door toedoen van de mens steeds kleiner is geworden. Oorspronkelijk was het meer een bewoner van laaggelegen gebieden, maar door de ontginning als landbouwgrond zijn deze ongeschikt geworden als leefgebied. Naar schatting leven er 1.864 panda's in het wild (2015) en 600 in gevangenschap. Ze hebben een versnipperd verspreidingsgebied, wat betekent dat er ver uit elkaar gelegen populaties zijn.
De panda is een roofdier dat zich heeft gespecialiseerd in het eten van planten. De beer leeft vrijwel uitsluitend van bamboe, wat in grote hoeveelheden voorkomt in het natuurlijke leefgebied. Af en toe worden ook wel andere planten of kleine dieren gegeten. De panda wordt in verschillende dierentuinen gehouden, vaak met als doel om nageslacht te produceren. De panda staat echter bekend als niet erg gewillig als het de voortplanting in gevangenschap betreft.

## Naamgeving
Het woord "panda" is een verbastering van het Nepalese woord poonya, wat vrij vertaald 'bamboe-eter' betekent. De kleine panda of rode panda was al eerder wetenschappelijk beschreven. De reuzenpanda werd pas later wetenschappelijk beschreven en kreeg vanwege het aanmerkelijke grotere lichaam de naam 'reuzenpanda'. Tegenwoordig blijkt overigens dat de twee soorten niet direct verwant zijn.
De Chinezen noemen het dier 大熊猫 (dà xiong mao), oftewel grote katbeer. De ogen van het dier lijken namelijk op die van een kat. Dit ter onderscheiding van de kleine panda (小熊猫, xiao xiong mao, kleine katbeer). Ook de naam beishung wordt wel gebruikt voor de panda, dit betekent 'witte beer'.
De reuzenpanda heeft als wetenschappelijke naam Ailuropoda melanoleuca, deze naam betekent letterlijk vertaald 'zwart-witte katpotige'. De wetenschappelijke naam van de onderfamilie Ailuropodinae is een samentrekking van de Griekse woorden αἴλουρος ailouros = kat, πούς pous = voet/poot met de uitgang inae, en kan vertaald worden als katpotigen. De wetenschappelijke soortaanduiding melanoleuca is afkomstig van de Griekse woorden μέλας melas = zwart en λευκός leukos = wit. Deze aanduiding betekent zwart met wit en slaat op de lichaamskleur.
Chinese schrijvers vermeldden het dier reeds drieduizend jaar geleden. De panda werd in het westen voor het eerst bekend in 1869 door de Franse missionaris Armand David (1826-1900). David kreeg een dierenhuid in handen van een Chinese boer die hij niet kon plaatsen. Hij noemde het dier Ursus melanoleucus ('beer die zwart en wit is').

## Verspreiding en habitat

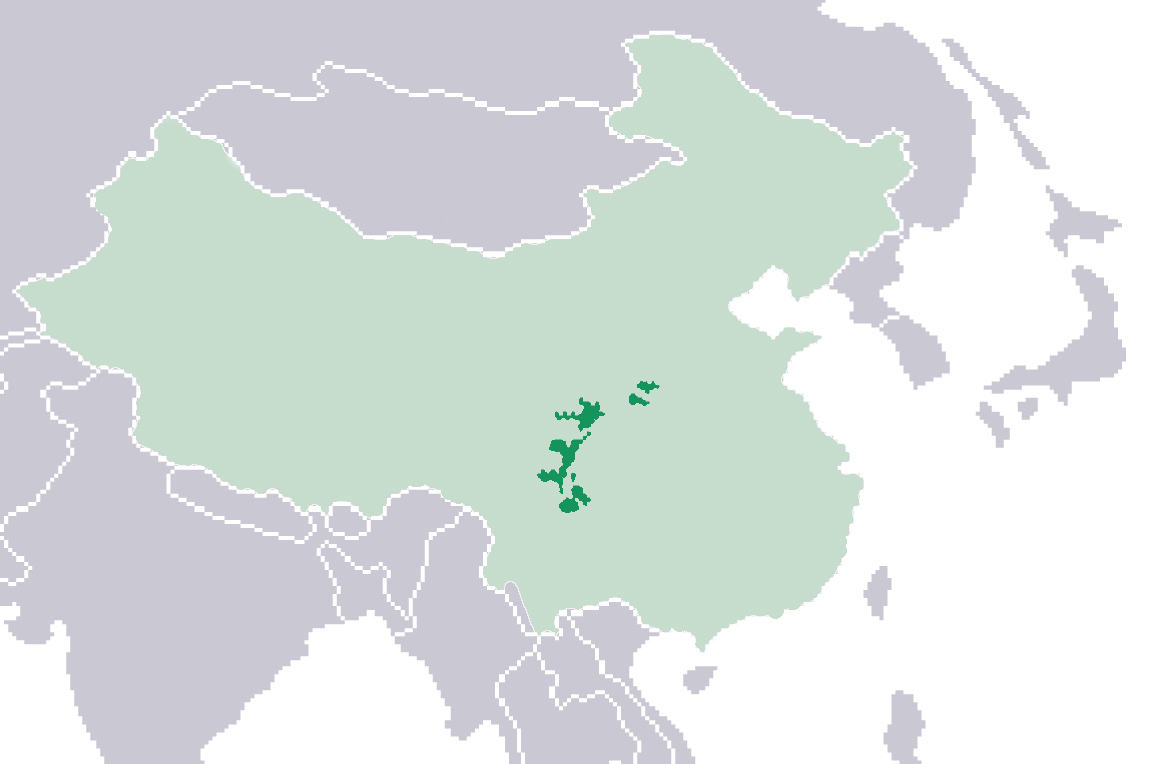
Verspreidingsgebied binnen China (lichtgroen) in het donkergroen.

De panda komt voor in oostelijk Azië, meer specifiek het centrale deel van China. De panda is bekend in de provincies Gansu, Sichuan en Shanxi. De leefgebieden bevinden zich op een hoogte van 1200 tot 3900 meter boven zeeniveau.
De habitat bestaat uit onherbergzame bamboe- en rododendronbossen die dicht begroeid zijn en hierdoor erg ontoegankelijk zijn. Het leefgebied is relatief koud en vochtig en bestaat uit berghellingen. In de winter is het leefgebied vaak met sneeuw bedekt en in de zomer komt vaak mist voor. Tussen de verschillende bergen zijn diepe dalen gelegen die moeilijk zijn over te steken. Het kost een panda weken om zich van de ene berghelling naar te andere te verplaatsen.
Zijn oorspronkelijke habitat zijn de laaggelegen hellingen van berggebieden in het westen van China, zoals in Sichuan en Yunnan. De panda is hier al lange tijd verdreven door toedoen van de mens, niet recentelijk, maar al duizenden jaren geleden.

## Uiterlijke kenmerken
De panda heeft een gedrongen lichaam met afstekende witte en zwarte kleuren. Het lichaam heeft een kleine staart en een opvallend ronde kop in vergelijking met andere beren. De schouderhoogte is ongeveer 65 tot 70 centimeter. De panda is een forse beer en kan een lichaamslengte bereiken van ongeveer 150 tot 190 centimeter. De mannetjes worden groter en zwaarder dan de vrouwtjes. Mannetjes bereiken een lichaamsgewicht van 85 tot 125 kilo en vrouwtjes worden ongeveer 70 tot 100 kilo zwaar. Mannetjes hebben relatief grotere neusgaten dan vrouwtjes.

### Kop

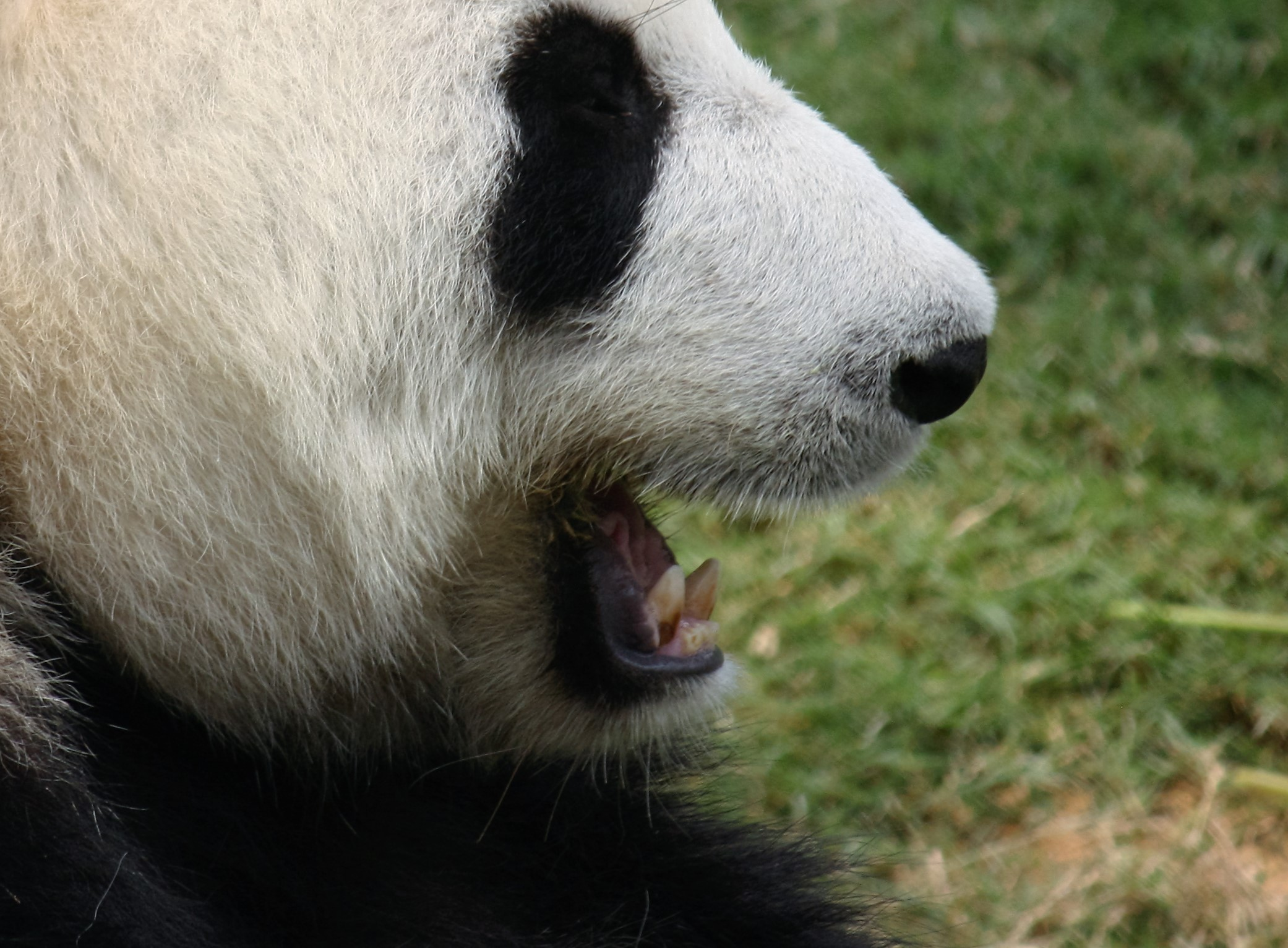
Kopprofiel met zichtbare hoektanden

De panda heeft kleine ogen met een verticale pupil, wat ook voorkomt bij andere nachtactieve dieren. Het gezichtsvermogen is erg slecht en de panda oriënteert zich voornamelijk op het reukvermogen.
De kop valt goed op door de duidelijke zwarte oogomgeving, neus en oren. Een dergelijke afwijkende tekening op de kop wordt wel een gezichtsmasker genoemd. Maskers komen ook wel voor bij andere beren, zoals de wasbeer (Procyon lotor) en de brilbeer (Tremarctos ornatus), deze laatste soort heeft er zelfs zijn naam aan te danken.
Het is echter met name de breedte van de kop die de beer zo'n karakteristiek uiterlijk geeft. De schedel van de reuzenpanda is veel breder dan die van alle andere beren. Boven op de schedel is een verhoogde kiel aanwezig, de sagittale kam. Deze kam wordt naar onderen toe snel breder wat het schedeloppervlak vergroot. Deze vergroting van het schedeloppervlak maakte de enorme spiermassa van de kaakspieren mogelijk.
De kaakspieren en kiezen van panda's lijken op die van planteneters.
Ook de tanden en kiezen zijn verbreed, de panda heeft zelfs de breedste tanden van alle moderne roofdieren. De tanden en kiezen zijn niet alleen breed, maar ook plat en niet puntig. De meeste roofdieren hebben juist scherpe, dunne tanden om stukken vlees af te scheuren. Alleen de puntige hoektanden verraden de vleesetende voorouders, deze zijn nauwelijks van vorm veranderd. Het oppervlak van de overige tanden en kiezen is voorzien van richels en bobbels zodat de vezelige bamboeplanten beter kunnen worden vermalen. Deze kenmerken van de schedel zijn allemaal aanpassingen op het eten van grote hoeveelheden plantaardig materiaal, dat zorgvuldig fijngekauwd moet worden om het te kunnen verteren.

### Lichaam

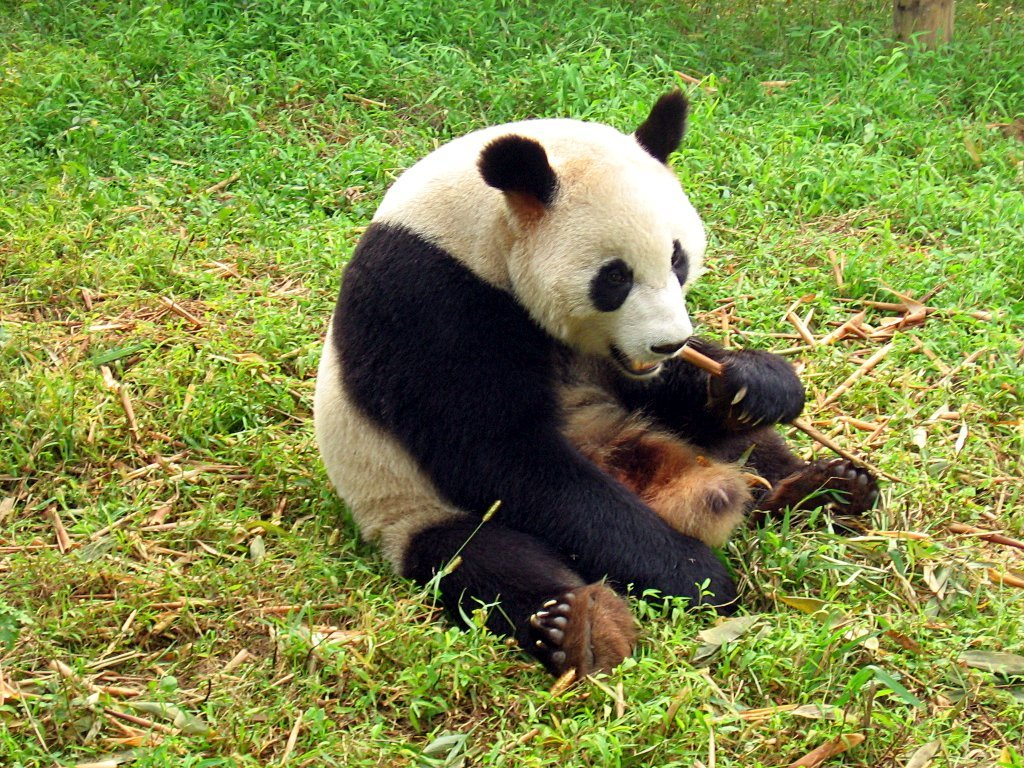
De reuzenpanda heeft een gedrongen lichaam met een kleine staart.

De panda heeft een groot lichaam dat voorzien is van een dikke huid en vacht. Het lichaam is aangepast aan een leven in relatief koude streken.
Panda's hebben met 'normale' beren gemeenschappelijke voorouders. De scheiding tussen beren en panda's vond 19 miljoen jaar geleden plaats. Toen waren het nog omnivoren. Tussen 2 en 4 miljoen jaren geleden gingen panda's over tot een volledig plantaardig dieet.
De panda heeft een maag en een kort darmstelsel, vergelijkbaar met andere roofdieren. Roofdieren eten meestal vlees en hebben een sterk maagzuur, zodat de vertering zeer snel verloopt. Moleculair onderzoek heeft uitgewezen dat de panda dezelfde verteringsenzymen en darmbacteriën heeft als vleeseters.
Aan het eten van planten is de panda echter nog niet goed aangepast; het spijsverteringsstelsel is, in tegenstelling tot dat van veel andere dieren die planten eten, niet erg efficiënt. Bij typische planteneters, zoals koeien, is het darmstelsel sterk verlengd en zijn soms meerdere magen aanwezig. De reuzenpanda heeft dus een maag-darmstelsel van een roofdier dat echter voorzien wordt van plantendelen. De panda moet dit compenseren door het eten van grote hoeveelheden planten.
Omdat de panda houtige planten eet komen relatief veel splinters in het spijsverteringsstelsel terecht. Dergelijke houtsplinters kunnen de slokdarm, de maag en de darmen beschadigen. Om dit te voorkomen heeft de panda verschillende aanpassingen aan het spijsverteringsstelsel.
De maag van de panda is eerder te vergelijken met die van een kip dan met die van andere beren vanwege de zeer dikke en gespierde maagwand. Kippen eten kleine steentjes om het voedsel te vermalen waardoor ze net als de panda een stevige maagwand hebben. Ook de slokdarm van de panda is voorzien van een vorm van bescherming, de slokdarm of oesofagus is voorzien van een hoorn-achtige laag. Ten slotte zijn ook de darmen voorzien van een beschermende laag tegen de splinters, de darmen zijn voorzien van een extra dikke slijmlaag.
De mannetjespanda heeft ongewoon kleine geslachtsorganen, dit wordt veroorzaakt door een bot dat bij veel roofdieren aanwezig is. Dit bot wordt het penisbot of baculum genoemd en dient bij roofdieren als versteviging van de penis. Bij veel roofdieren zoals andere beren is het penisbot recht en steekt naar voren. De meeste soorten roofdieren hebben hierdoor duidelijk zichtbare geslachtsorganen. Bij de panda is het bot echter gekromd en wijst het naar achteren. Dit bemoeilijkt de paring van de panda aanzienlijk.

### Huid en vacht
De panda heeft een opmerkelijk kleurpatroon van duidelijk afgescheiden witte en zwarte delen van het lichaam. Hierbij moet worden vermeld dat het slechts de lichaamsbeharing is die de kleur van de panda geeft. De huidskleur van de dieren is namelijk geheel zwart, net als overigens bij de ijsbeer het geval is. Het grootste deel van de vachtkleur van de panda is wit, de zwarte delen hebben een minder groot oppervlak. Bij de ondersoort Ailuropoda melanoleuca qinlingensis neigen de kleuren meer naar bruin en geel. De panda heeft een witte kop en bovenzijde van nek en eerste deel van de rug, met zwarte poten en schouders aan de voorzijde en zwarte poten aan de achterzijde. De oogomgeving, de oren en de neuspunt zijn zwart van kleur.
Dat de opvallende lichaamstekening van de panda een bijzondere reden moest hebben was al lange tijd bekend, maar waarom de beer een grotendeels witte kleur lichaamsbeharing heeft ontwikkeld was lange tijd onduidelijk. Tegenwoordig weet men dat dieren die een afstekende kleurentekening hebben weliswaar opvallen buiten hun natuurlijke habitat, maar dat ze vrijwel onzichtbaar zijn in hun natuurlijke leefomgeving. Dit komt doordat door de tegenstaande kleuren, in het geval van de panda zwart en wit, het lichaam optisch gezien uiteen valt in verschillende delen. De panda leeft altijd in beschaduwde gebieden in bossen, die donkere en lichtere plekken hebben en niet zelden besneeuwd zijn. Een dergelijke complexe vorm van camouflage komt vaker voor in de dierenwereld, zoals de strepen van zebra's. Een andere theorie is gebaseerd op het feit dat panda's erg slecht zien. Door de afstekende kleuren is de panda duidelijk als zodanig herkenbaar voor soortgenoten.
De panda verplaatst zich van de bergen naar de dalen als de winter intreedt, maar ook in de dalen kan het sneeuwen zodat de beer soms enige tijd in een besneeuwd landschap moet zien te overleven. De panda heeft hiertoe een dikke huid die aan de epidermis -de bovenzijde- voorzien is van een dichte beharing en aan de onderzijde is een vetlaag aanwezig om het dier tegen koude te beschermen. Daarnaast bevat de huid klieren die een vettige stof afscheiden waardoor de vacht waterdicht wordt. Hierdoor kan de panda midden in de sneeuw slapen terwijl de lichaamstemperatuur stabiel blijft.

### Poten

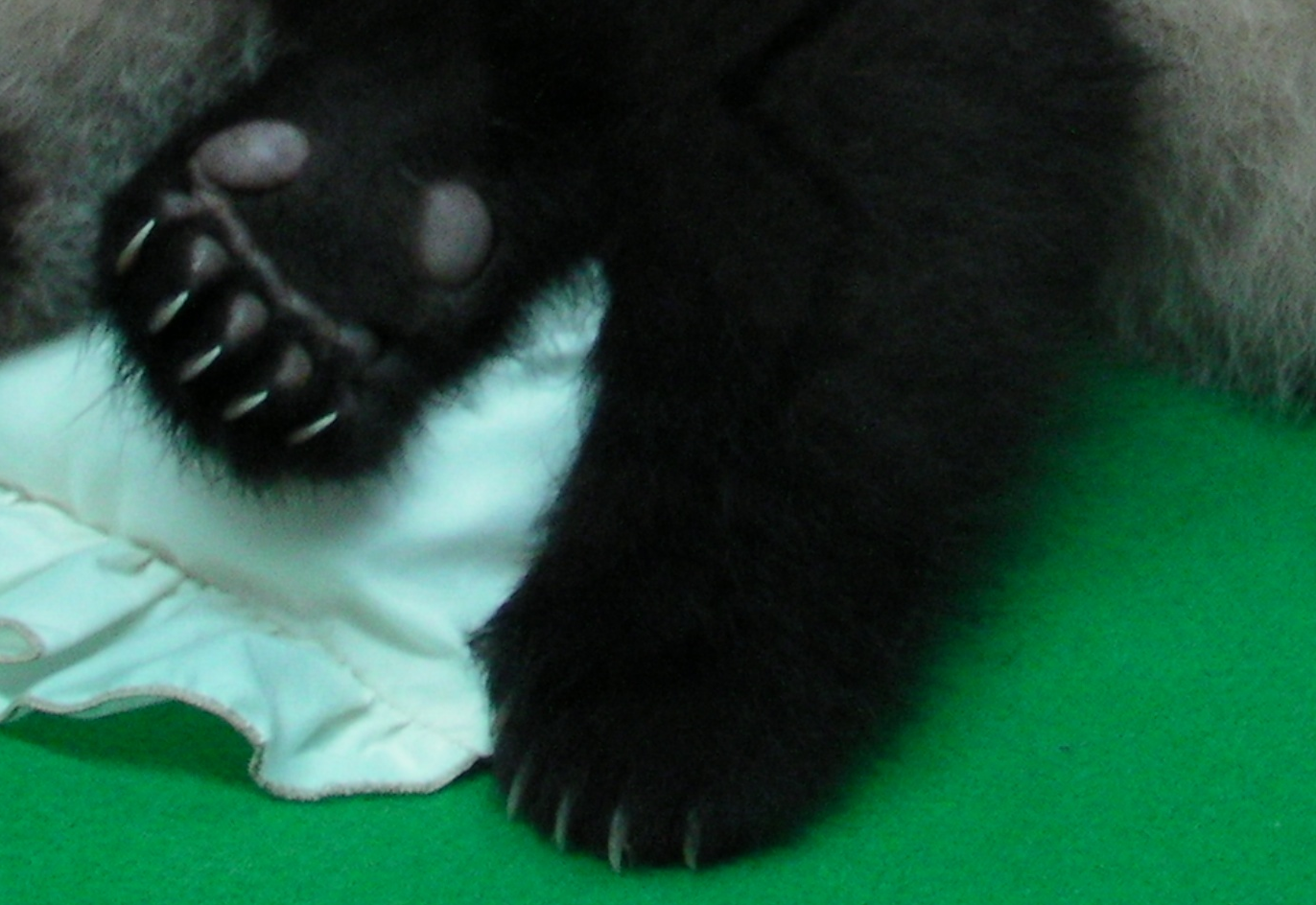
De poten van een panda zijn aangepast om bamboestengels te plukken. Deze worden met behulp van de vijf nageldragende vingers en het radiale sesamoid (zichtbaar als het voetkussentje linksboven) vastgehouden.

De panda heeft vier poten waarvan de achterpoten het grootst zijn. Met de achterpoten kan een panda niet snel rennen, maar ze zijn wel geschikt om te klimmen. De panda kan zich met de voorpoten niet ophijsen, daar is het dier veel te zwaar voor. Met de klauwen ankert de panda zich terwijl de achterpoten het dier langs de stam omhoog duwen. De achterpoten hebben geen huidkussentje aan de achterzijde van de voet, zoals bij andere beren voorkomt.
De voorpoten zijn weliswaar kleiner, maar de klauwen zijn zeer krachtig. Ze bezitten een extra 'duim' om bamboestengels beter te kunnen grijpen. Beren zijn normaal gesproken niet in staat om voorwerpen stevig vast te pakken. Dit komt doordat alle vingers lange nagels hebben en bovendien allemaal dezelfde kant op staan. De panda kan een handbeweging maken die alle andere roofdieren vreemd is, zodat ze plantendelen kunnen vastklemmen en hierdoor hun voedsel kunnen plukken.
De panda heeft hiertoe een soort extra 'duim' ontwikkeld die tegenover de vijf normale vingers staat. Deze zesde vinger is echter geen uitgroeisel van de middenhandsbeentjes zoals alle andere vingers, maar een uitsteeksel van het polsbeen. Deze structuur wordt wel de radiale sesamoid genoemd. De radiale sesamoid is omgeven door de dikke, haarloze huidkussens van de poot. Het botje is hierdoor veel dikker en breder dan de andere vingers. Omdat het geen echte vinger is, draagt het uitsteeksel geen nagel. Als een panda een bamboestengel vastpakt, wordt deze tussen de vingers en het polsbeenbotje geklemd. Ook wordt de grip van de voorpoot vergroot door vliezen tussen de tenen, welke niet te zien zijn door de dikke beharing.
Een radiaal sesamoid komt ook voor bij de kleine panda, maar bij deze soort is het botje sterk onderontwikkeld. De kleine panda is, net als de panda, voornamelijk een bamboe-eter, maar heeft relatief meer vlees op het menu staan. Het feit dat binnen de groep van beren het polsbotje alleen bij de panda en de kleine panda voorkomt, wijst op hun nauwe verwantschap ondanks het totaal andere uiterlijk en de verschillende levenswijze. Een polsbotje kwam ook voor bij de uitgestorven soort Simocyon batalleri, die verwant is aan zowel de kleine panda als de panda.

### Staart
Net als andere zoogdieren heeft de panda een staart, maar deze is in vergelijking met katberen, zoals de kleine panda, zeer kort. De staart wordt ongeveer 10 tot 15 centimeter lang. In vergelijking met de echte beren heeft de panda echter de op een na langste staart, alleen die van de lippenbeer (Ursus ursinus) wordt nog langer.
De staart dient om geurstoffen uit klieren bij de anus te verspreiden en wordt hiertoe heen en weer bewogen. Daarnaast dient de staart om de cloaca- en anusopening af te dekken als deze niet worden gebruikt.

## Levenswijze

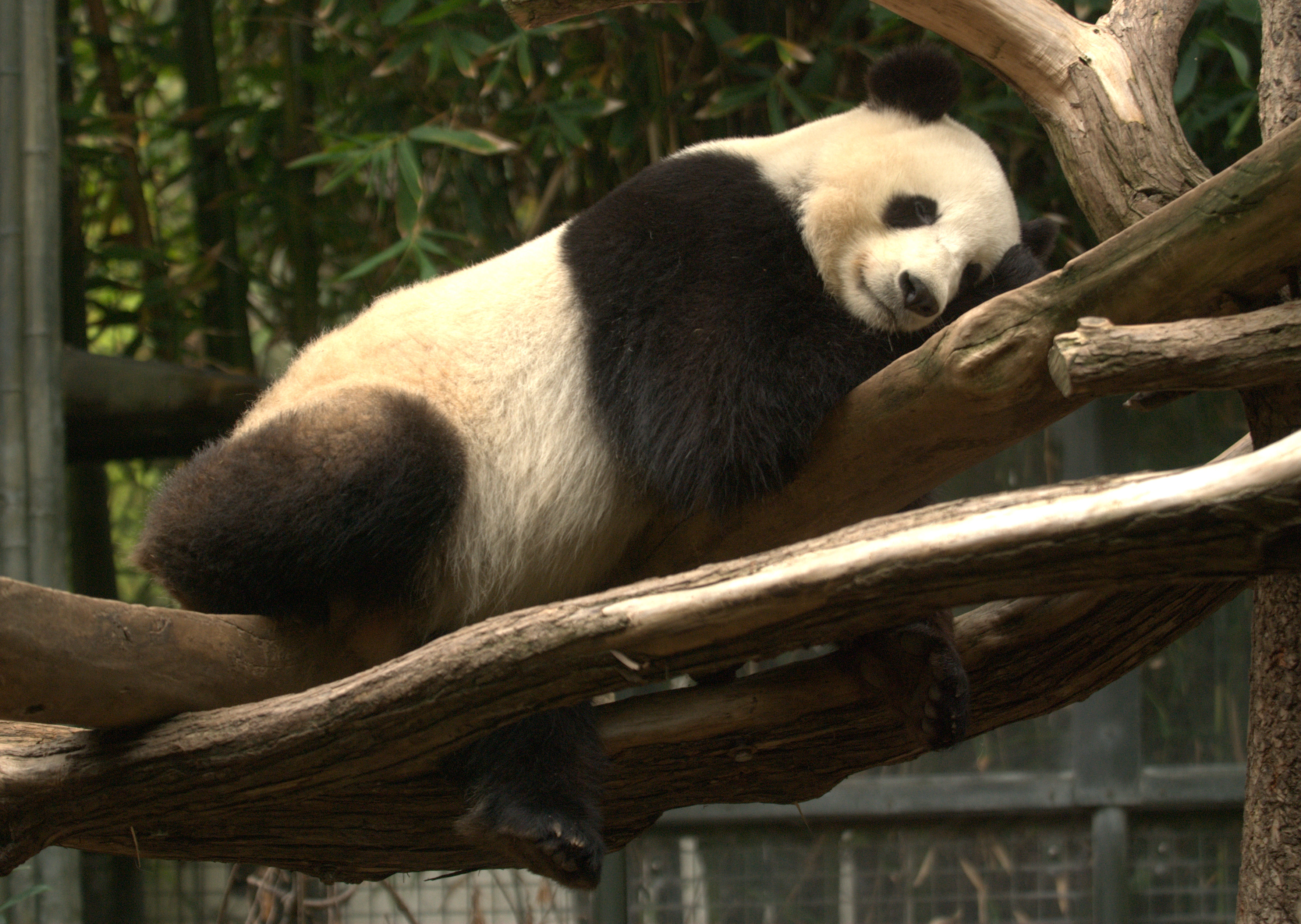
De panda slaapt overdag op hogere takken, afgebeeld is Mei Sheng uit de dierentuin van San Diego.

De panda is een echte bodembewoner die vrijwel altijd op de grond leeft. Alleen om te slapen en bij een confrontatie met een roofdier klimt de panda in een boom, waar vervolgens gewacht wordt tot het gevaar is verdwenen.
Het vluchtgedrag van de panda bestaat uit een relatief slome tred. Lange tijd werd zelfs gedacht dat de beer te dom was om te vluchten. Door zijn korte onderrug en grote schouders, nek en kop heeft de panda een enigszins onhandige manier van lopen. Als een panda echter in het nauw wordt gedreven en geen kant meer op kan, is het dier goed in staat zich te verdedigen. Panda's zijn in een dergelijke situatie beslist niet ongevaarlijk en kunnen zich goed verweren, waarbij gebruik wordt gemaakt van de bek en de klauwen. De krachtige kaken van de beer kunnen hierbij gemakkelijk een bot versplinteren. Wanneer een reuzenpanda opgewonden is zal hij een sissend geluid voortbrengen en spugen. De mannetjes zijn in de paartijd agressief naar elkaar. Van panda's is bekend dat ze in uitzonderlijke situaties mensen kunnen aanvallen.
De panda is schemer- en nachtactief, overdag slaapt de beer in een boom. Hierbij wordt het lichaam om een tak gekromd op enige hoogte om te slapen. Ook om te schuilen voor slecht weer en om zich in veiligheid te brengen klimt de panda in bomen, het is echter voornamelijk een bodembewoner. Dit is te zien aan de onhandige manier waarmee de beer zich in een boom werkt.
Panda's houden geen winterslaap, ze zijn het gehele jaar door actief. Dit in tegenstelling tot veel andere beren, die een deel van het jaar wegkruipen in een hol. In de koelere maanden van het jaar verplaatsen ze zich wel naar de lager gelegen delen van het areaal, omdat de temperaturen hier hoger zijn dan in de bergstreken van het zomerverblijf. Panda's zijn bestand tegen slechte weersomstandigheden zoals sneeuw.

### Voedsel

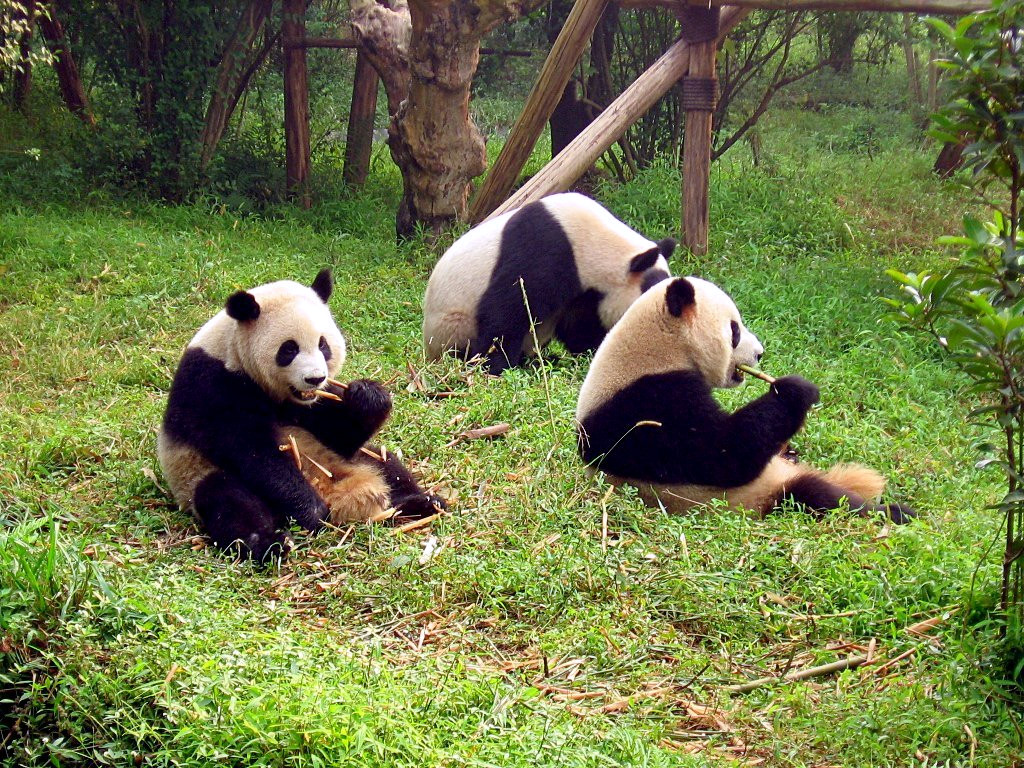
De panda leeft vrijwel uitsluitend van bamboe en eet zittend, wat een opmerkelijk gezicht is.

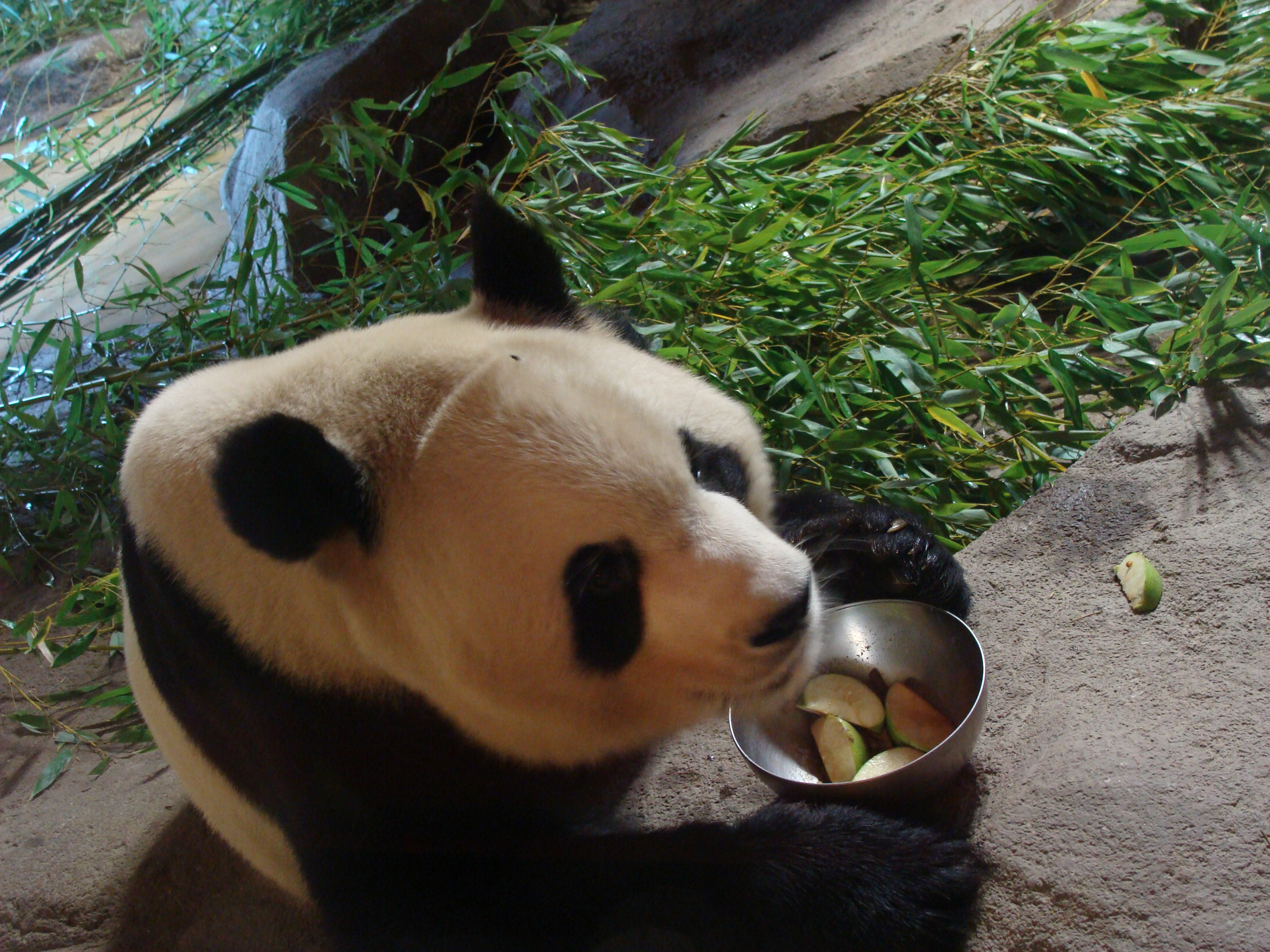
In gevangenschap kunnen panda's ook worden gevoerd met ander voedsel, zoals appels.

De panda behoort tot de roofdieren (Carnivora). Dit is een groep zoogdieren waarvan de meeste vertegenwoordigers vrijwel uitsluitend leven van vlees en hierbij levende prooidieren actief opsporen en doden. De panda heeft zich echter gespecialiseerd in het eten van planten en is veel te traag om achter prooien aan te gaan. Het dieet bestaat voor het overgrote deel uit verschillende delen van een aantal soorten bamboe. Daarnaast worden ook wel andere planten gegeten. De voorouders van alle beren zijn aan te merken als echte vleeseters, maar de panda is een planteneter geworden, die echter af en toe nog wel dierlijk materiaal eet.
De panda leeft in het wild vrijwel volledig van bamboeplanten. Bamboe bestaat vooral uit onverteerbare vezels, daarom moeten panda’s – net als gorilla’s – veel eten: wel 10 tot 15 kilo per dag.
De verhoute delen aan de basis van de plant zijn veel te hard en bevatten te weinig voedingsstoffen. Deze zijn dan ook ongeschikt als voedsel en worden weggegooid. De groene delen van de plant worden eerst verkleind door ze in porties te bijten en worden vervolgens opgegeten. De panda leeft van verschillende delen van de plant; zowel de stengels, de bladeren als de uitschieters worden gegeten.
De panda is niet het enige voorbeeld van een dier dat oorspronkelijk van andere dieren leefde, maar in de loop der evolutie volledig is overgeschakeld op planten. Voorbeelden van dieren die een dergelijke ontwikkeling hebben ondergaan zijn een aantal landschildpadden (Testudinidae). Dergelijke schildpadden hebben in de loop der miljoenen jaren een langer darmstelsel ontwikkeld, waarbij de vertering efficiënter is geworden. De panda heeft deze gespecialiseerde aanpassingen niet. Het basisplan van het spijsverteringsstelsel is nog grotendeels gebaseerd op dat van een vleesetend roofdier. Wel zijn zowel de slokdarm, de maag en de darmen voorzien van een verharde laag om ze te beschermen tegen splinters die met het voedsel worden meegevoerd.
Het voedsel moet lange tijd worden gekauwd om de voedingsstoffen die hierin zitten te kunnen verteren. Het verteringsproces, waarbij de voedingsstoffen uit het voedsel worden gehaald, is bovendien niet erg efficiënt. De darmen zijn niet gebouwd om plantaardige cellen af te breken zoals bij de typische planteneters voorkomt. Ze zijn in vergelijking met andere plantenetende dieren, zoals de eerder genoemde landschildpadden, relatief erg kort. De panda produceert als gevolg hiervan ook grote hoeveelheden mest, bestaande uit de onverteerde delen van de gegeten planten. Het kost de panda dan ook moeite om genoeg energie binnen te krijgen om de lichaamstemperatuur te handhaven. Omdat panda's in relatief koude gebieden leven, waar het vaak sneeuwt, is een tekort aan voedsel al snel fataal.
De panda leeft in bamboebossen en hoeft daarom niet te zoeken naar voedsel, dit is er in het natuurlijke leefgebied in grote overvloed. Vanwege de grote hoeveelheden die zijn benodigd en het feit dat de planten fijn moeten worden gekauwd, spendeert de panda het grootste deel van zijn tijd aan eten. Gemiddeld besteedt een panda de helft tot driekwart van zijn tijd aan het kauwen van de bamboe.
Bamboe bevat, naast grotendeels onverteerbare vezels, slechts 5 tot 30 procent eiwit. Panda's halen de helft van hun energie uit deze eiwitten. Een derde komt uit de koolhydraten (suikers) van de bamboe, en de rest uit de vetten. Daarmee lijken panda's op hypercarnivoren: dieren zoals wolven en katachtigen, waarvan het dieet voor meer dan 70 procent uit vlees bestaat. Ook de melk van de reuzenpanda's lijkt op die van hypercarnivoren. Herbivoren halen daarentegen meer dan de helft van hun energie uit koolhydraten, en hun melk is veel minder eiwitrijk.
Bamboe is niet één plantensoort, maar een groep van gras- achtige planten. Van ongeveer 60 soorten is beschreven dat ze door de panda kunnen worden gegeten, maar in de praktijk zijn er ongeveer 35 soorten die daadwerkelijk een belangrijk deel van het menu bepalen. Vooral de soort Bashania fangiana komt veel voor in de bergstreken waar de panda van nature voorkomt. Bamboe vermeerdert zich via de wortels, maar soms vindt een gesynchroniseerde bloei plaatst. De planten bloeien dan allemaal tegelijkertijd en na de bloei sterven de bovengrondse delen massaal af. Dit gebeurde onder andere in 1983 in Nationaal Park Wolong in Sechuang. Ruim 80 procent van alle bovengrondse plantendelen verdween, waardoor de panda's gedwongen werden ook de meer houtige delen van de overgebleven planten te eten. Twee jaar later bleek dat de panda's in dit gebied meer van een andere soort bamboe aten, Fargesia robusta die in meer laaggelegen streken groeit.
De panda leeft, naast bamboe, ook van andere planten zoals gentiaan, lisse, grassen en andere bloeiende planten. Vroeger werd wel gedacht dat het dier zonder bamboe niet kon overleven, maar in gevangenschap kan de beer ook volledig omschakelen naar een dieet van sappige planten. Kleine knaagdieren en vogels en de eieren worden ook gegeten in het wild. Net als andere beren is de panda in staat om vissen uit het water te slaan. Van in gevangenschap gehouden exemplaren is wel bekend dat ze gekookt vlees accepteren.

### Voortplanting en ontwikkeling

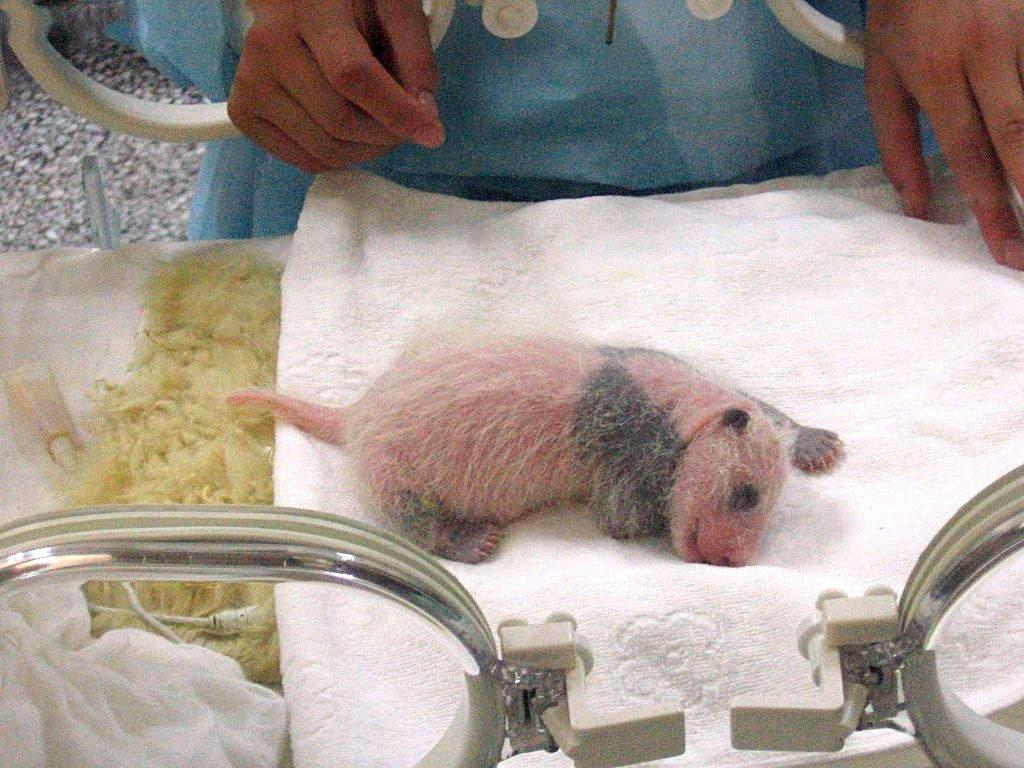
Deze jonge panda is ongeveer een week oud.

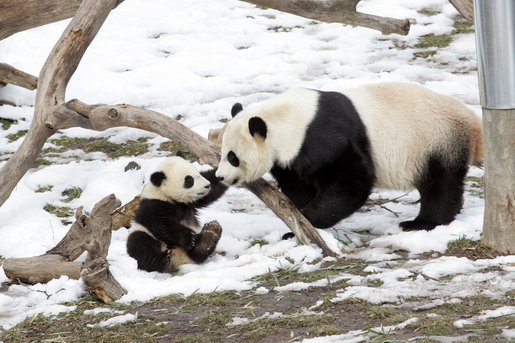
De jonge panda blijft minstens een jaar bij zijn moeder.

Panda's maken gebruik van geursignalen om elkaars positie te lokaliseren. Hiervoor worden zowel de urine als de uitwerpselen gebruikt. Ook heeft de panda geurklieren onder de staart welke een stof uitscheiden die dient om het andere geslacht te prikkelen. Mannetjes gebruiken dergelijke geurvlaggen het hele jaar door. Dit dient om mannelijke concurrenten uit het leefgebied te houden. Vrouwtjes verspreiden vooral geurstoffen gedurende de paartijd bij wijze van lokstof. Ze zijn zo makkelijker te vinden door de mannetjes. De geursignalen worden niet lukraak in de omgeving geplaatst, maar op bepaalde bomen die door de panda worden uitgekozen. Hierbij zijn een aantal factoren van belang zoals de afstand van de boom, tot de veelgebruikte looproutes door het bos, de ruwheid van de bast van een boom en de aanwezigheid van mos op de boombast. Ook de diameter van een boom kan een rol spelen bij het afzetten van een geurvlag.
Reuzenpanda's leven het grootste deel van het jaar solitair. Ze maken geen nest en hebben ook niet anderszins een plek waar ze vaak verblijven of zich in terugtrekken. Alleen in de paartijd zoeken ze elkaar op en het zijn dan de mannetjes die op zoek gaan naar een vrouwtje. Als een mannetje een concurrent tegenkomt zal gepoogd worden deze te verjagen. De vrouwtjes worden gelokt door het maken van geluiden. Deze lijken echter niet op het gebrul van andere beren, maar doen denken aan het blaffen van een hond of het blaten van een schaap.
De paartijd duurt enkele weken en hierbij zoeken de mannetjes heel actief naar een vrouwtje. Deze periode loopt van maart tot mei. Het vrouwtje is slechts één tot hooguit drie dagen per jaar vruchtbaar. Dit bemoeilijkt de kansen van een mannetje om voor nageslacht te zorgen. De vrouwtjes hebben gedurende deze periode een opgezwollen cloaca en vertonen rusteloos gedrag. De vrouwtjes worden om de twee tot drie jaar bevrucht. Dat is omdat het vrouwtje haar jong soms tot twee jaar moet opvoeden.
Het paren zelf is ook niet geheel zonder complicaties.
Als een vrouwtje succesvol met een mannetje heeft gepaard, kan het vrouwtje het sperma enige tijd bewaren voor het bij de eicellen wordt gebracht. Deze vertraging van de bevruchting kan oplopen van 1,5 tot 4 maanden. Dit mechanisme komt ook bij andere dieren voor en dient om de vrouwtjes de kans te geven om het nageslacht in de beste omstandigheden geboren te laten worden.
Het vrouwtje is vier tot vijf maanden drachtig, wat relatief kort is voor beren van een dergelijke grootte. De exacte draagtijd loopt uiteen van 112 tot 163 dagen. De jongen komen meestal ter wereld in augustus en september. Als het jong geboren wordt is het volledig hulpeloos; de ogen zijn gesloten en de oren zijn nog niet functioneel waardoor het jong zowel blind als doof is. Het is niet in staat om zonder hulp van de moeder te eten, zich te verplaatsen of zelfs maar de eigen lichaamstemperatuur te handhaven. Soms worden twee jongen geboren en in uitzonderlijke gevallen komen er drie ter wereld. Er wordt meestal maar één jong geboren en als er al meerdere jongen ter wereld komen is er in de regel slechts één die door de moeder wordt uitgekozen en overleeft.
Bij de zoogdieren komt het wel vaker voor dat de jongen bij hun geboorte nog zo sterk onderontwikkeld zijn dat ze totaal niet op de ouderdieren lijken. De jongen van de panda komen echter extreem vroeg ter wereld. Ze zien er bij hun geboorte meer uit als een dikke worm dan een beerachtig dier. Jongen die pas geboren zijn wegen slechts 85 tot 140 gram.

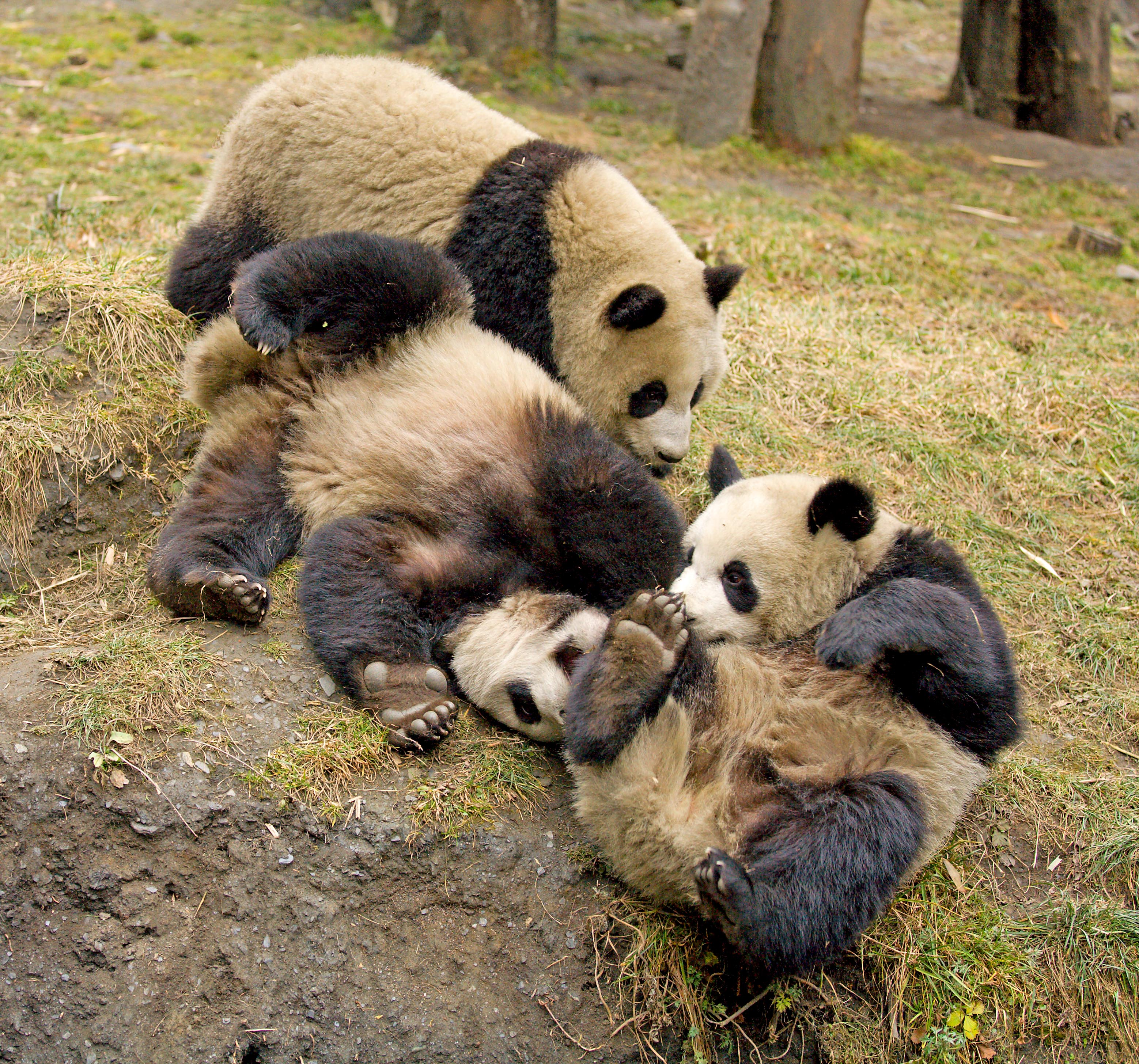
Jonge panda's spelen met elkaar.

Bij de meeste andere beren zijn de jongen al verder ontwikkeld, maar ze zijn nog wel kaal. De jongen van de panda zijn dat niet, wat een opmerkelijk verschil is. Ze hebben nog geen echte lichaamsbeharing, maar zijn al wel voorzien van een laag donsachtige haartjes. Het jong heeft een relatief lange staart, die naarmate het dier ouder wordt steeds korter wordt. Het jong zal snel naar een van de tepels van de moeder proberen te kruipen waarbij de moeder assisteert. Het jong drinkt veel, dit kan oplopen tot 14 keer per dag. De jonge panda groeit snel en wordt vier keer zo zwaar in een tijdsbestek van tien dagen. Na twee maanden is het jong al 20 keer zo zwaar als het geboortegewicht. Na twee maanden opent het de ogen, na ongeveer vier maanden kan het zich zelfstandig verplaatsen. Na zes maanden weegt het jong ongeveer 12 kilo en na ongeveer elf maanden stopt het jong met melk drinken bij de moeder. Het jong schakelt dan over op het eten van bamboe. Het jong blijft ongeveer anderhalf jaar bij de moeder.
Spel speelt een grote rol in het leven van de jonge panda's. Ze spelen veel met elkaar, waarbij ze over elkaar heen rollen en elkaar zachtjes bijten. Ook de moeder speelt mee met de jonge dieren. Dit doet ze kennelijk niet alleen om de jongen rustig te krijgen, zoals bij andere beren vaak het geval is. Er is meerdere malen waargenomen dat de moeder haar jongen doelbewust wakker maakt om met ze te spelen.
Een panda bereikt na ongeveer zes jaar de volwassenheid, waarna het dier zich kan voortplanten. De vrouwtjes worden iets eerder volwassen dan de mannetjes. De gemiddelde leeftijd die in het wild bereikt wordt is waarschijnlijk zo'n 10 tot 15 jaar, maar de exacte gemiddelde leeftijd in het wild is niet precies bekend. In gevangenschap in dierentuinen worden de dieren veel ouder, gemiddeld 26 jaar. De maximale leeftijd kan echter oplopen tot wel dertig jaar. Een voorbeeld daarvan is Bao Bao (geboortejaar 1978), een mannetjespanda van de Berlijnse dierentuin (Zoologischer Garten Berlin).

## Evolutie en classificatie

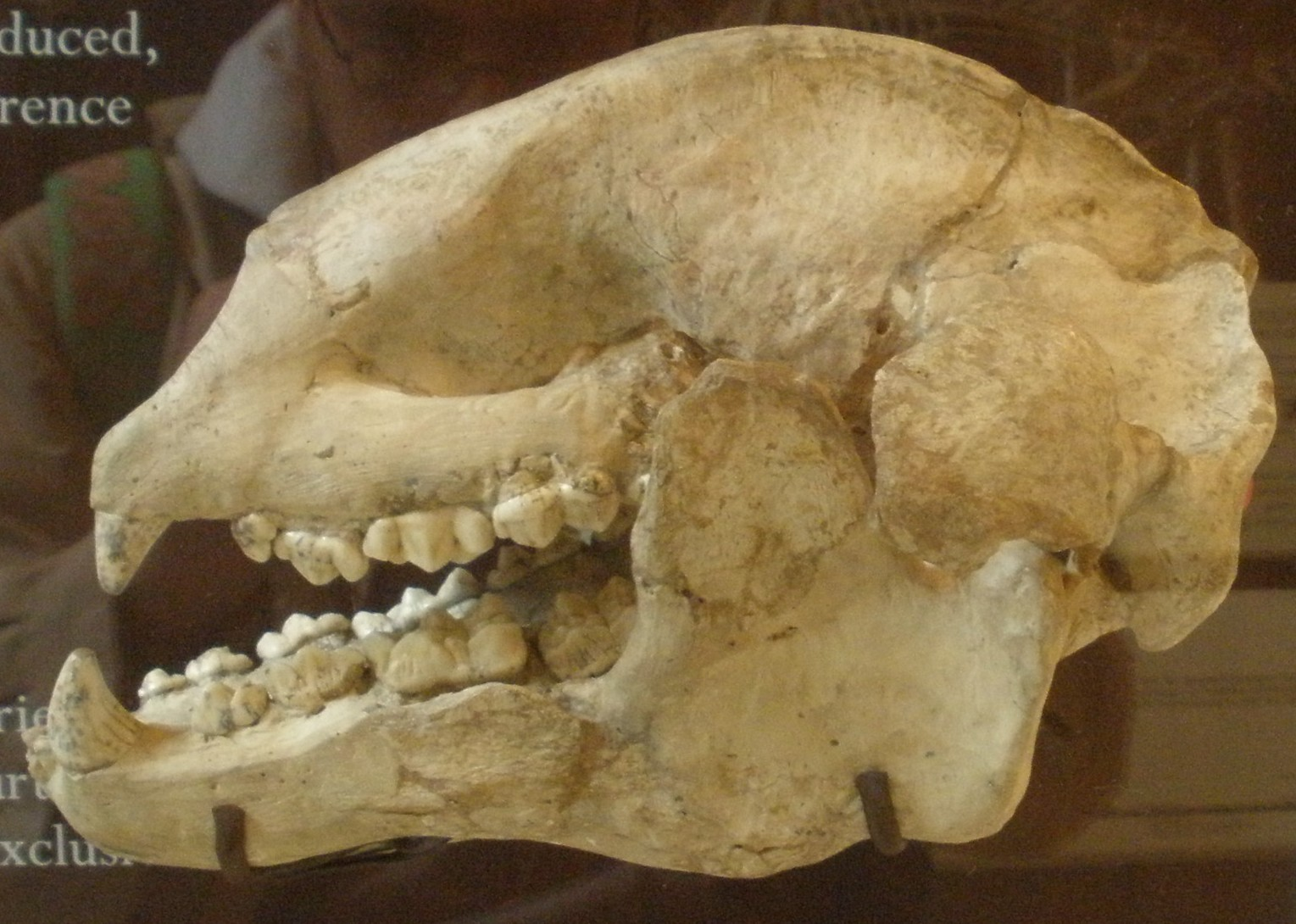
Ailuropoda fovealis is een uitgestorven verwant van de reuzenpanda, afgebeeld is de schedel.

De afstamming van de reuzenpanda is lang een hevig omstreden twistpunt geweest. Sommige geleerden meenden dat hij verwant was aan de beren, andere zagen hem als een grote uitvoering van een wasbeerachtige vanwege een vermeende verwantschap met de kleine panda op grond van een gelijkenis in het gebit. Er is ook wel geopperd om op grond van de grootte van de geslachtsorganen de panda in te delen bij de ruimere groep van de kleine beren (Procyonidae), waarbij de kleine panda indertijd ingedeeld werd. Soms werd dit probleem opgelost door een oervorm aan te nemen, een op een kat lijkende voorouder van zowel de panda, als de beren, die ongeveer 40 miljoen jaar geleden geleefd zou hebben en ook de wasberen en de hondachtigen zou hebben voortgebracht. Later is ook wel voorgesteld het vraagstuk te ontlopen door een aparte familie te benoemen voor de reuzenpanda.
Genetisch en serologisch onderzoek sinds de jaren tachtig bewees dat de uiterlijke schijn in dit geval niet bedriegt en de reuzenpanda tot de beren, Ursidae, behoort waarop hij zo sterk gelijkt. De overeenkomsten in tandvorm tussen de reuzenpanda en de kleine panda zijn een geval van convergente evolutie als gevolg van hun gedeelde plantenetende levenswijze en de twee zijn in feite niet nauw verwant. De kleine panda wordt tegenwoordig beschouwd als de enige nog levende vertegenwoordiger van de familie kleine panda's (Ailuridae). De laatste gemeenschappelijke voorouder van de pandabeer en de andere moderne beren leefde een kleine twintig miljoen jaar geleden in het vroege Mioceen. Er is tegenwoordig uit het Mioceen een hele tak aan pandabeerachtigen bekend, de Ailuropodinae. De oudste daaronder is Kretzoiarctos die in Spanje gevonden is en als een aanwijzing gezien wordt dat deze groep zich in Europa ontwikkeld heeft.
Sinds het begin van het Plioceen, ongeveer 5 miljoen jaar geleden, komt zover bekend alleen nog het geslacht Ailuropoda voor, waartoe ook de moderne reuzenpanda behoort. Deze is daarmee de enige levende vertegenwoordiger van de onderfamilie Ailuropodinae. De reuzenpanda is niet de enige soort uit het geslacht Ailuropoda, er zijn ook uitgestorven soorten bekend. De oudste daarvan is de vrij kleine Ailuropoda microta die 2,4 miljoen jaar geleden op het eind van het Plioceen leefde. De pandabeer is in zijn huidige vorm maar weinig veranderd ten opzichte van deze vroege vorm uit China. Deze soort leek in veel opzichten op de moderne panda, vooral door aanpassingen aan het eten van bamboe, maar bleef kleiner tot ongeveer één meter. Uit fossiele vondsten blijkt dat de panda in het Pleistoceen in een aanmerkelijk groter gebied voorkwam dan tegenwoordig het geval is. Fossielen van de soort Ailuropoda baconi zijn bekend uit grotten en karst-vullingen uit zuidelijk China, Myanmar en Vietnam. Deze soort was wat groter dan de huidige reuzenpanda en vormt daarvan de directe voorouder; in feite wordt al het jongste fossiel materiaal bij deze vorm ondergebracht. Een middelgrote tussenvorm tussen A. microta en A. baconi wordt ook wel Ailuropoda wulingshanensis genoemd en kleinere vondsten zijn beschreven als een A. minor; A. fovealis, gebaseerd op een in 1923 beschreven schedel, wordt meestal behandeld als een jonger synoniem van A. baconi. In vroegere literatuur was het gebruikelijk al deze soorten als ondersoorten van Ailuropoda melanoleuca te zien. Er worden wel twee moderne ondersoorten onderscheiden: Ailuropoda melanoleuca melanoleuca en Ailuropoda melanoleuca qinlingensis.
In 2009 werd een grootschalig genoomonderzoek op de reuzenpanda afgerond, vooral met het oog op de vruchtbaarheidsproblemen waarmee de diersoort te kampen lijkt te hebben. Het onderzoek heeft aangetoond dat het genoom van de reuzenpanda tussen de andere bekende genomen het meest gelijkenissen vertoont met dat van de hond. Dit betekent echter niet dat de panda nu als hondachtige moet worden beschouwd. De panda is waarschijnlijk relatief weinig geëvolueerd vergeleken met beren en honden, waardoor hij kenmerken heeft die ook in honden te vinden zijn. Wat wetenschappers het meest verbaasde, is dat de panda geen genen heeft om cellulose af te breken, een stof die veel in bamboe te vinden is. Waarschijnlijk rekent hij voor de afbraak daarvan op bacteriën in het spijsverteringsstelsel.

## Reuzenpanda en de mens
Reuzenpanda's werden al duizenden jaren geleden aan het keizerlijk hof als huisdier gehouden. Dit wordt afgeleid uit de vondst in 2023 naast het mausoleum van keizer Han Wendi van het complete skelet van een reuzenpanda, kennelijk gedood om zijn baas te vergezellen op diens laatste reis.
De panda werd in het westen voor het eerst bekend in 1869 door de Franse missionaris Armand David (1826-1900). David kreeg een dierenhuid in handen van een Chinese boer die hij niet kon plaatsen. Hij beschreef de panda vervolgens voor het eerst als een aparte diersoort.
De panda wordt veel gebruikt als mascotte. Het bekendst is de panda als het logo van het World Wide Fund for Nature. Dit heeft verschillende oorzaken; ten eerste de witte kop met zwarte vlekken. De kop is daarnaast veel breder dan die van alle andere beren door de grote schedel, kiezen en kauwspieren. Ook de manier van eten is ongebruikelijk voor roofdieren. De panda gaat hierbij op zijn achterwerk zitten en pakt de bamboestengels met beide poten vast, wat er antropomorf uitziet.
De reuzenpanda speelt een rol in de cultuur, zoals in de folklore. Een Chinees sprookje verhaalt over het ontstaan van de witte en zwarte kleuren van de panda. Panda's hadden toen alleen zwarte poten en een witte kop. Na de dood van een klein meisje wreven de beren de tranen uit hun ogen en omhelsden elkaar, zodat de zwarte kleur van de poten rond de ogen respectievelijk oren werd aangebracht.

### In gevangenschap
De panda is vanwege de afwijkende kleuren en het opmerkelijke gedrag en levensgewoonten populair in dierentuinen. Vanwege de zeldzaamheid zijn er echter lange tijd slechts enige exemplaren in dierentuinen buiten China te zien geweest.
De eerste panda die door westerlingen werd meegebracht was een doodgeschoten exemplaar in de jaren twintig door Theodore en Kermite Roosevelt. In 1934 vertrok Bill Harkness naar China om levende panda's te vangen en mee te nemen naar de Verenigde Staten. Hij werd vergezeld door Tangier Smith, een dierenverzamelaar. Harkness werd echter ziek en zijn vrouw Ruth Harkness reisde naar China, waar haar man reeds bleek te zijn overleden aan een tropische ziekte. Ruth Harkness persisteerde erin om zijn taak te volbrengen: het vangen en meenemen van een babypanda. Ruth was echter een modeontwerpster en een echte socialite, ze was niet gewend om in onherbergzaam gebied te werken. Ze kon niet met wapens omgaan en gruwde ervan een panda neer te schieten. Ze kreeg hulp van een zekere Jack Young, die eerder al de Roosevelts had geholpen, en zijn vrouw Su-lin. Toen Ruth uiteindelijk een zeer jong mannetje vond, kennelijk in de steek gelaten door zijn moeder, nam zij het dier mee en noemde het jong naar Su-lin.
Ruth Harkness beschouwde de panda als haar kind en nam de panda mee naar feestjes in haar woonplaats New York. Hoewel ze vaak is afgeschilderd als onkundig heeft ze er wel voor gezorgd dat de panda in leven bleef. Ze liet de temperatuur van haar woning verlagen tot enkele graden boven het vriespunt, omdat panda's ook bij lagere temperaturen leven. De meeste panda's die in de verschillende expedities levend werden gevangen overleefden slechts enkele weken. Uiteindelijk schonk Ruth Harkness de panda aan de dierentuin van Chicago. De dierentuin zocht vervolgens naar een partner voor de panda en in 1938 werd Mei-mei geïntroduceerd. Aan het eind van de jaren veertig van de twintigste eeuw waren er zes panda's te bezichtigen in dierentuinen in de Verenigde Staten.
In de dierentuin van Londen werd een groepje panda's geselecteerd met als doel nageslacht te produceren. Er werd een zeven maanden oud vrouwtje samen met twee mannetjes geplaatst. Het vrouwtje heette Ming en ze werd vergezeld door de mannetjes Tang en Sung. De mannetjes stierven echter jong. Het vrouwtje bleef daardoor alleen over voor ze kon worden bevrucht. Ming zelf werd niet ouder dan zeven jaar. De Chinese overheid schonk in 1946 een mannetje aan de London Zoo, maar deze stierf al in 1950. Eind jaren zestig waren er zestien panda's te bezichtigen in dierentuinen in China. Daarnaast was er An-An in de dierentuin van de Russische stad Moskou en een exemplaar genaamd Chi-chi in de dierentuin van Londen. Deze panda had, toen zij werd verkocht aan de dierentuin, al een aanzienlijke reis in Europa als kermisattractie achter de rug.
Het in gevangenschap houden van een panda is voor een dierentuin een dure aangelegenheid. De panda is een publiekstrekker voor een dierentuin, die vooral de eerste tijd, veel bezoekers aantrekt. De bezoekersaantallen vlakken na verloop van tijd wat af, maar de hoge kosten voor het onderhoud blijven. Het houden van een reuzenpanda is ongeveer vijf keer zo duur als het houden van een olifant. De panda heeft grote hoeveelheden bamboe nodig wat behoorlijk kostbaar is. De Zoo Atlanta heeft zes mensen in dienst die vrijwel het gehele jaar door langs particulieren rijden die bamboe kweken in hun tuin voor de panda.
Een ander groot kostenaspect is de huur van de panda. Panda's worden door de Chinese overheid gezien als staatseigendom. Een dierentuin die panda's in gevangenschap wil houden, moet de Chinese regering daarom huur betalen. De eerder genoemde Zoo Atlanta betaalt ongeveer twee miljoen dollar per jaar om de dieren te mogen verzorgen. De Chinese wet stelt daarnaast dat alle in het buitenland geboren nakomelingen van de reuzenpanda Chinees staatseigendom zijn.

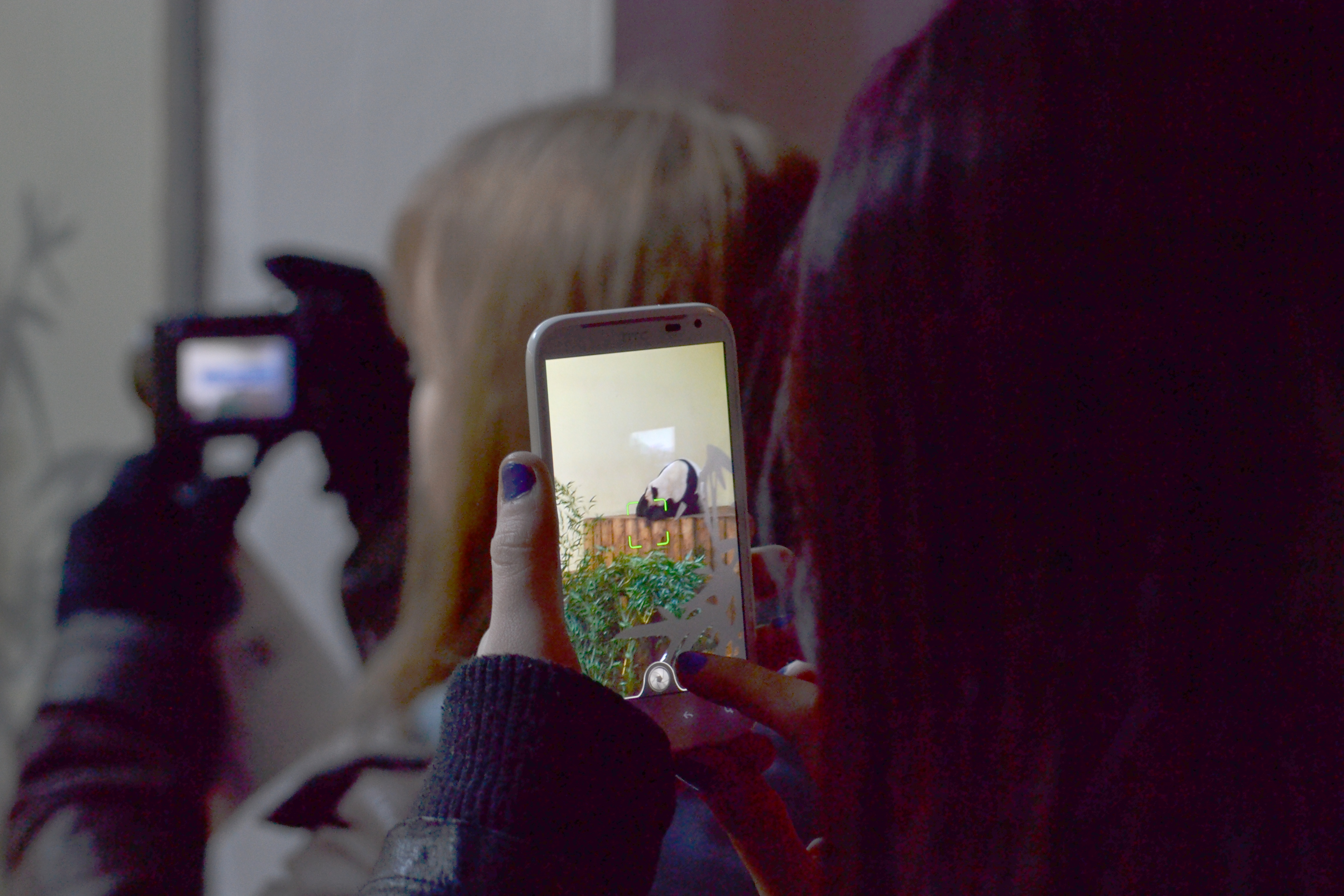
Panda's zijn publiekstrekkers, deze bezoekster fotografeert Tian Tian in de Edinburgh Zoo.

Buiten China zelf is de reuzenpanda een zeldzaamheid in dierentuinen. Wereldwijd zijn er anno 2015, buiten China, slechts zestien dierentuinen met reuzenpanda's. De meeste reuzenpanda's die buiten China leven zijn eigendom van de Chinese overheid en worden voor een periode van ongeveer tien jaar aan dierentuinen uitgeleend. Bijna alle dieren in gevangenschap nemen deel aan één internationaal gecoördineerd fokprogramma. Binnen dit programma zijn er in de afgelopen jaren, buiten China, reuzenpanda's geboren in Tiergarten Schönbrunn (2007, 2010 en 2013), de San Diego Zoo (2007 en 2009), de dierentuin van Atlanta (2006, 2008 en 2010), de Zoo Aquarium Madrid (2010) en in het Belgische park Pairi Daiza in Cambron-Casteau (2016 en 2019).
Sinds 2003 kunnen in de Tiergarten Schönbrunn in Wenen de panda's Yang Yang en Long Hui bezichtigd worden. Hun eerste zoon Fu Long werd geboren op 23 augustus 2007 en verhuisde in november 2009 naar China. Een andere panda werd die dag doodgeboren. Precies drie jaar later, op 23 augustus 2010, bracht Yang Yang zoon Fu Fu ter wereld. Hij verhuisde naar China op 8 november 2012. Nog eens drie jaar later, op 14 augustus 2013, schonk ze het leven aan Fu Bao. In Europa zijn verder panda's te bezichtigen in Zoo Aquarium Madrid (sinds 2007), waar uit Bing Xing en Hua Zuiba in 2010 de tweeling Po en De De geboren werd, in Edinburgh Zoo (sinds 2011), in Zoo Parc de Beauval in Saint-Aignan (sinds 2012), in Pairi Daiza, Cambron-Casteau (waar Hao Hao en Xing Hui verblijven sinds 2014 en een eerste jong kregen begin juni 2016 en hun tweede en derde jong begin augustus 2019) en in de dierentuin van Kopenhagen in Denemarken (waar sinds 4 april 2019 Mao Sun (vrouwtje) en Xing Er (mannetje) verblijven). In Noord-Amerika leven zeventien reuzenpanda's verspreid over het Smithsonian National Zoological Park in Washington D.C., de San Diego Zoo, de Memphis Zoo en de Atlanta Zoo in de Verenigde Staten en de Zoológico de Chapultepec in Mexico-Stad. In Australië zijn sinds 2009 twee reuzenpanda's te zien in de Adelaide Zoo. In Japan leven er enkele, waaronder twee in het Uenopark te Tokio.

#### Nederland
Safaripark Beekse Bergen in Hilvarenbeek had in 1987 de Nederlandse primeur met twee reuzenpanda's. Ze verbleven er een half jaar. Op 12 april 2017 arriveerden twee Chinese reuzenpanda’s, een mannetje (Xing Ya) en een vrouwtje (Wu Wen), in Ouwehands Dierenpark, Rhenen. Zij zullen daar maximaal 15 jaar verblijven. Op 1 mei 2020 kregen zij een jong, de eerste reuzenpanda die in Nederland is geboren. Op 27 september 2023 ging de driejarige Fan Xing volgens afspraak terug naar China.

## Bedreiging en bescherming

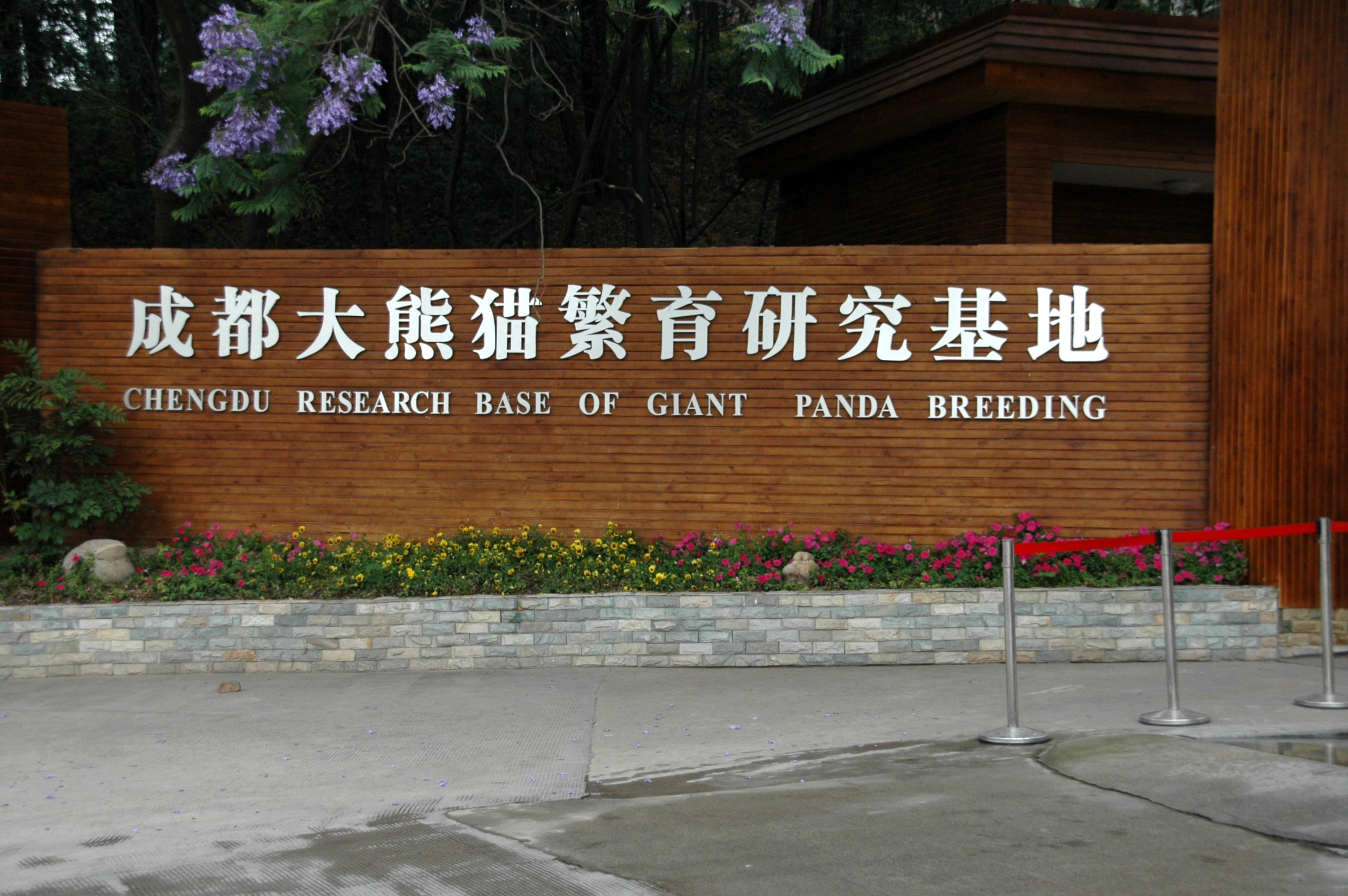
Fok- en onderzoekscentrum in Chengdu.

De panda had enkele duizenden jaren geleden een veel groter verspreidingsgebied, wat blijkt uit fossiele en subfossiele resten. Uit oude Chinese geschriften blijkt dat de panda in vroeger tijden niet algemeen voorkwam. In de klassieke Chinese kunst zijn vele dieren afgebeeld, maar de panda is hierop nooit te zien. Het areaal strekte zich westelijk uit tot in delen van Thailand en Myanmar. Noordelijk kwam de panda bijna tot Peking voor. In deze tijd was de panda in feite een laaglandbewoner, met enkele populaties in bergstreken. Het relatief kleine verspreidingsgebied van de huidige populaties is niet aan recentelijk menselijke activiteiten te danken. Al sinds duizenden jaren maakt de mens bodem van laaglanden geschikt voor de landbouw. Hiervoor moeten bossen worden gekapt. De bamboeplanten waarvan de panda exclusief leeft, verdwijnen met het bos. Bamboe is een typische schaduwplant, die zonder bovenliggend bladerdek, moeilijker groeit. Hierdoor werden de dieren gedwongen om het hogerop te zoeken in onherbergzame berggebieden die ongeschikt zijn als landbouwgebied.
Tot ongeveer 1850 kwam de beer ook voor in het oosten van de provincie Sichuan en verder in de Chinese provincies Hunan en Hubei. In deze tijd werd er nog op de beer gejaagd, ook waren er nog geen beschermende maatregelen van kracht. Hierdoor werden landbouwgebieden gecreëerd langs rivieren die het verspreidingsgebied doorkruisen en werd het areaal versnipperd. Tegenwoordig wordt het verspreidingsgebied van de reuzenpanda verdeeld in zes verschillende bergstreken.
De reuzenpanda werd tot 2016 beschouwd als een bedreigde diersoort op de Rode Lijst van de IUCN. Veel van zijn leefgebied is verloren gegaan en zijn dieet is beperkt, waardoor hij niet op ander voedsel kan omschakelen als de omstandigheden tegen zitten. Net als andere met uitsterven bedreigde dieren wordt de panda in dierentuinen gefokt, maar de resultaten vallen tegen omdat de beer zich in gevangenschap slechts moeizaam voortplant.
Lang was niet duidelijk hoeveel panda's er precies in het wild voorkwamen. Begin 2015 werd hun minimumaantal volgens de National Giant Panda Survey op 1.864 geschat, een stijging van bijna 17% ten opzichte van resultaten tien jaar eerder. Per populatie zijn waarschijnlijk niet meer dan 250 volwassen exemplaren aanwezig. Bij het uitvoeren van tellingen van zeldzame dieren worden vaak niet de dieren zelf geteld, maar de sporen die ze achterlaten. In het geval van panda's zijn dat hun uitwerpselen. Als het verspreidingsgebied anno 2015 wordt omcirkeld, is de oppervlakte ongeveer 30.000 kilometer, maar aangezien de verschillende populaties sterk versnipperd zijn en ver van elkaar af liggen wordt het ware verspreidingsgebied geschat op minder dan 6000 vierkante kilometer.
Tussen 2008 en 2016 werden de aantallen nauwkeuriger geschat en bleek dat de regering van China voldoende beschermingsmaatregelen heeft genomen en weet te handhaven zodat de populatieaantallen weer stijgen. Daarom heeft het dier sinds 2016 niet meer de status bedreigd, maar de status kwetsbaar op de Rode Lijst van de IUCN.
Soms worden panda's uit hun natuurlijke leefgebied gehaald voor onderzoek. De mensen die het dier naar de kooi begeleiden zijn dan vaak in een panda-pak gekleed om de dieren niet af te schrikken. Bij het transport wordt een kooi aan de buitenzijde bekleed met bamboe zodat de dieren geen mensen zien.

### Fokprogramma's

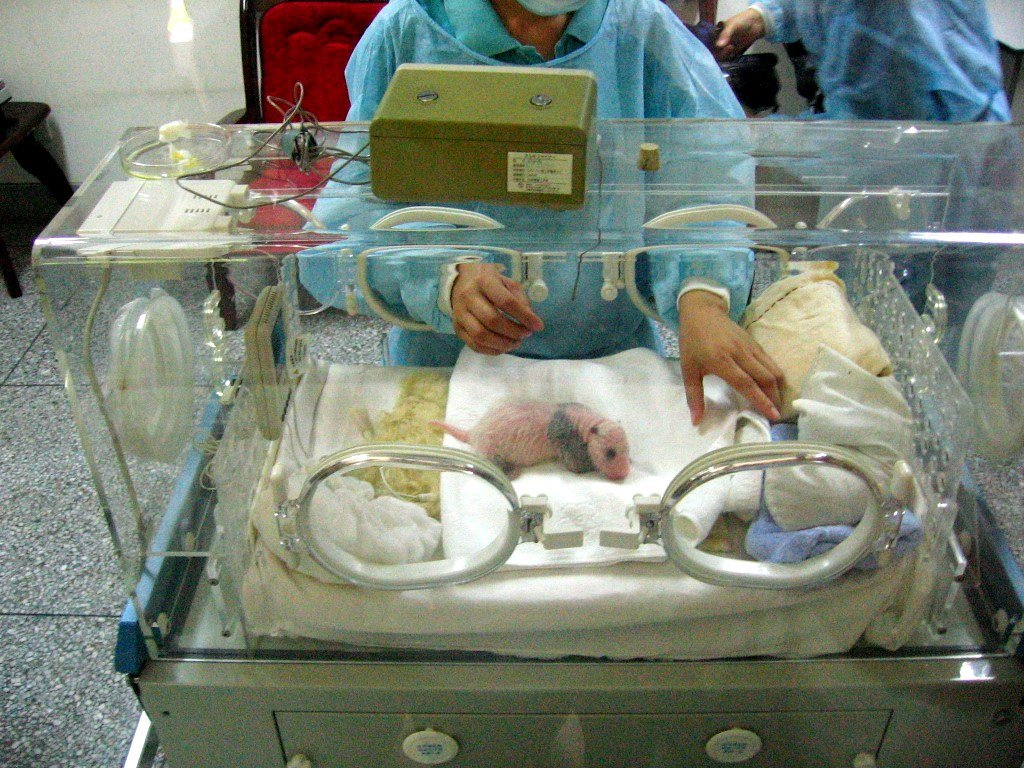
Jonge panda's worden de eerste tijd in een couveusekast gehouden.

Dierentuinen proberen hun bewoners niet alleen op hun gemak te laten voelen zodat ze in leven blijven, maar het doel is vooral om de dieren zich voort te laten planten. Dit is de bevestiging dat een dier zich niet alleen kan handhaven in gevangenschap, maar ook zijn natuurlijke gedrag kan vertonen. Bij de panda's is dit op enkele uitzonderingen na nog nooit gelukt. Dit heeft verschillende redenen gehad, zoals een te groot leeftijdsverschil, geen interesse in seksueel gedrag of het vroegtijdig sterven van een dier. De panda is een van de meest gewilde dieren in een dierentuin, meestal met als doel het nageslacht te laten produceren. De geboorte van een jonge panda komt vaak internationaal in de media.
In dierentuinen over de gehele wereld worden pogingen gedaan reuzenpanda's te fokken. Ze planten zich echter, zowel in het wild als in dierentuinen, maar zeer zelden voort. Vanwege de lage aantallen panda's in het wild zijn veel fokprogramma's erop gericht om de jonge panda's uit te zetten in reservaten. 
Wat de voortplantingskansen reduceert is de korte vruchtbaarheidsperiode van de vrouwtjes. Deze zijn slechts eenmaal per jaar gedurende 12 uur ontvankelijk. Een vrouwtje is kieskeurig en van in gevangenschap opgroeiende vrouwtjes is bekend dat ze het mannetje ook tijdens de vruchtbare periode vaak afweren. Het fokken van panda's wordt moeilijk gemaakt door de aard van de panda. De mannetjes hebben in gevangenschap een zwak libido. Een theorie van het lage libido van de panda in gevangenschap is het feit dat ze geen geurvlaggen uitzetten. Uit wetenschappelijk onderzoek is gebleken dat dergelijke geurstoffen een effect hebben op de seksuele activiteit van de panda.
Er zijn al veel methoden uitgeprobeerd om de mannetjes paarlustiger te krijgen. Omdat veel mannetjespanda's nauwelijks in voortplanten geïnteresseerd zijn is er zelfs pandaporno gemaakt om de dieren te prikkelen en visueel te informeren. De mannetjes krijgen in gevangenschap daarnaast een training met voedsel op lange stokken. Doordat ze hierbij rechtop moeten staan worden de achterpootspieren getraind zodat ze gemakkelijker kunnen paren.
Wanneer een vrouwtje zwanger is en de zwangerschap duurt erg lang kan er ook sprake zijn van een uitgestelde zwangerschap. Hierbij wordt het sperma een tijdje opgeslagen voor de eicellen worden bevrucht. Een zwangerschap is door uitwendig onderzoek niet waar te nemen. Wanneer een jong wordt geboren dan is dat erg kwetsbaar. Er worden geregeld tweelingen geboren, maar daarvan overleeft slechts een van de twee jongen, omdat het vrouwtje maar één jong kan grootbrengen. Het jong moet meer dan een jaar bij de moeder blijven en dat betekent dat de reproductiesnelheid zeer gering is.
Omdat alle panda's in gevangenschap van drie mannetjes afstammen is inteelt een potentieel probleem. Daarmee wordt in het fokprogramma dan ook rekening gehouden. Men heeft in China nu een spermabank opgezet met een grote voorraad vruchtbaar pandazaad. In Chengdu, China, is een onderzoeks- en fokcentrum voor reuzenpanda's en kleine panda's.

## Pandadiplomatie
Vanaf 1984 werden jonge panda's niet meer door China cadeau gegeven aan dierentuinen in het buitenland, maar uitgeleend. China bepaalt de voorwaarden waaraan dierentuinen moeten voldoen en houdt periodiek toezicht. Omdat deze overeenkomsten vaak volgen op economische of diplomatieke verdragen, wordt gesproken van "pandadiplomatie".
In 2005 werd in de dierentuin van Washington een reuzenpanda geboren. De moeder was kunstmatig bevrucht. De jonge panda werd na één of twee jaar naar een reservaat in China gebracht.
Op 23 augustus 2007 werd in Tiergarten Schönbrunn in Wenen de mannetjespanda Fu Long geboren. Dit was de eerste in Europa geboren reuzenpanda sinds 1982. Toen kwam in Zoo Aquarium Madrid een kunstmatig verwekte reuzenpanda ter wereld. Fu Long is daarentegen op volstrekt natuurlijke wijze verwekt. In november 2009 is Fu Long naar China overgebracht om daar te gaan deelnemen aan een fokprogramma in het wild.